# Pius Bonifacius Gams
Pius Bonifacius Gams (Mittelbuch, 23 de janeiro de 1816 – Munique, 14 de maio de 1892) foi um historiador cristão alemão e padre beneditino, conhecido por sua obra Series episcoporum Ecclesiae catholicae quotquot innotuerunt a beato Petro apostolo que é uma coleção de listas de bispos católicos em todo o mundo desde os tempos antigos até o século XIX. Desempenhou vários papéis como tutor, vigário, pároco e professor, até que, em 1 de maio de 1847, foi empossado como catedrático de filosofia e história geral na faculdade teológica de Hildesheim.[carece de fontes?]